# Колісники (Чугуївський район)
Колі́сники — село в Україні, у Зміївській міській громаді Чугуївського району Харківської області. Населення становить 90 осіб. До 2020 орган місцевого самоврядування — Тимченківська сільська рада.

## Географія
Село Колісники знаходиться на відстані 1 км від річки Мжа (правий берег), на протилежному березі розташоване село Кравцове, на відстані 2 км розташовані села Погоріле, Сидори, Тимченки, на відстані 2 км розташована залізнична станція Кварцовий.

## Історія
Село засноване в 1680 році.
За даними на 1862 — хутір Мереф'янської волості Харківського повіту.
12 червня 2020 року, відповідно до Розпорядження Кабінету Міністрів України  № 725-р «Про визначення адміністративних центрів та затвердження територій територіальних громад Харківської області», увійшло до складу Зміївської міської громади.
19 липня 2020 року, в результаті адміністративно-територіальної реформи та ліквідації Зміївського району, село увійшло до складу Чугуївського району Харківської області.

## Населення

### Мова
Розподіл населення за рідною мовою за даними :
| Мова       | Кількість | Відсоток |
| ---------- | --------- | -------- |
| українська | 87        | 96.67%   |
| російська  | 3         | 3.33%    |
| Усього     | 90        | 100%     |